# Sinahemana Hekau
Sinahemana Hekau ist eine Juristin und Rechtsanwältin in Niue. 2004 gewann sie den Wettbewerb als Miss South Pacific. Sie ist die Tochter der ehemaligen Abgeordneten Makamau Hekau.

## Leben
Hekau wurde an der University of the South Pacific als Rechtsanwältin ausgebildet. Sie erwarb später einen Master of Laws an der Victoria University of Wellington. Sie arbeitete als Anwältin für die Regierung von Niue, bevor sie in eine private Kanzlei wechselte.
Sie wurde in den Wahlen in Niue 2023 erstmals in die Niue Fono Ekepule (Nationalversammlung) gewählt, wo sie den dritten Platz auf der Common Roll. Sie wurde in der Fole zum Member Assisting the Minister to Premier Dalton Tagelagi ernannt.